# Sumatraanse brilslang
De Sumatraanse brilslang (Naja sumatrana) is een giftige slang uit de familie koraalslangachtigen (Elapidae).

## Naam en indeling
De wetenschappelijke naam van de soort werd voor het eerst voorgesteld door de Zwitserse zoöloog Fritz Müller in 1887. Oorspronkelijk werd de wetenschappelijke naam Naja tripudians var. sumatrana gebruikt.

## Uiterlijke kenmerken
De slang wordt gemiddeld 90 tot 120 centimeter lang, met uitschieters tot anderhalve meter. De staart is relatief kort. Er komt een gele vorm (met name in Thailand) en een zwarte vorm (elders) voor. De kop is duidelijk te onderscheiden van het lichaam door de aanwezigheid van een insnoering. De snuitpunt is afgerond, de nekflappen vormen een ronde schotelachtige structuur. De ogen zijn van gemiddelde grootte en hebben een ronde pupil. De slang heeft 15 tot 19 rijen schubben in de lengte op het midden van het lichaam en 179 tot 206 schubben aan de buikzijde. Onder de staart zijn 40 tot 57 schubben aanwezig.

## Verspreiding en habitat
De soort komt voor in Zuidoost-Azië en leeft in de landen Filipijnen, Indonesië, Maleisië, Singapore en Thailand. De habitat bestaat uit vochtige tropische en subtropische bossen, zowel in laaglanden als in bergstreken. Ook in door de mens aangepaste streken zoals akkers, plantages, landelijke tuinen en aangetaste bossen kan de slang worden gevonden. De slang leeft in de bladeren van de strooisellaag. De soort is aangetroffen van zeeniveau tot op een hoogte van ongeveer 1500 meter boven zeeniveau.

## Levenswijze
De Sumatraanse brilslang staat niet bekend als agressief. Bij verstoring zal de slang eerst het lichaam oprichten en luid sissen om af te schrikken. Helpt dit niet dan wordt vergif vanuit de bek naar de aanvaller gespoten waarbij gericht wordt op de ogen. Dit kan leiden tot blindheid. Als de slang zich dan nog bedreigd voelt wordt gebeten. Het gif van deze soort kan dodelijk zijn voor de mens. Het voedsel bestaat uit ratten en muizen, daarnaast worden ook amfibieën gegeten, vooral de pad Duttaphrynus melanostictus.

## Beschermingsstatus
Door de internationale natuurbeschermingsorganisatie IUCN is de beschermingsstatus 'veilig' toegewezen (Least Concern of LC).